# Episodi de Le tre rose di Eva (prima stagione)
La prima stagione della serie televisiva Le tre rose di Eva, composta da 12 episodi, è stata trasmessa in prima visione assoluta in Italia da Canale 5 dal 4 aprile al 20 giugno 2012.
| nº | Titolo      | Prima TV Italia |
| -- | ----------- | --------------- |
| 1  | Episodio 1  | 4 aprile 2012   |
| 2  | Episodio 2  | 11 aprile 2012  |
| 3  | Episodio 3  | 18 aprile 2012  |
| 4  | Episodio 4  | 25 aprile 2012  |
| 5  | Episodio 5  | 2 maggio 2012   |
| 6  | Episodio 6  | 9 maggio 2012   |
| 7  | Episodio 7  | 16 maggio 2012  |
| 8  | Episodio 8  | 23 maggio 2012  |
| 9  | Episodio 9  | 30 maggio 2012  |
| 10 | Episodio 10 | 6 giugno 2012   |
| 11 | Episodio 11 | 13 giugno 2012  |
| 12 | Episodio 12 | 20 giugno 2012  |

## Episodio 1

### Trama
Villalba, provincia di Arezzo in
Toscana. La ventenne Aurora Taviani, una ragazza affascinante, si dirige nella villa in riva al lago del padre del suo fidanzato Alessandro Monforte: Luca, un ricco viticoltore. Arrivata, Aurora trova il suocero morto a terra. A quel punto, sentiti dei rumori, tocca l'attizzatoio del camino (l'arma del delitto), lasciando le sue impronte. Sopraggiunto anche il suo fidanzato Alessandro, Aurora scappa, ma questi, pensandola colpevole dell'omicidio di suo padre, chiama i carabinieri e la fa arrestare. Alessandro non vuole credere alla colpevolezza di Aurora ma le prove lo convincono. La ragazza è stata condannata ingiustamente per l'omicidio di Luca Monforte. Dopo otto anni Aurora è stata liberata per buona condotta. Con sua grande sorpresa, incontra Marzia, la sua sorella maggiore che non aveva mai creduto alla sua innocenza. La donna le propone di andare a vivere sotto falso nome a Firenze, dove lei già lavorava presso un marketing. Aurora rifiuta e torna a Villalba, il suo paese natio. Quando Aurora e Marzia arrivano al casale delle Taviani, Primaluce, le accoglie la nonna Ottavia, un tempo viticoltrice rivale dei Monforte, ma che a seguito dello scandalo causato dall'arresto di Aurora, ha dovuto chiudere la propria attività. Arrivata lì, Aurora viene informata dalla nonna che Alessandro si è fidanzato con Viola, figlia dell'uomo più potente di Villalba: Ruggero Camerana. Intanto Tessa, sorella di Aurora e Marzia, arriva a Villalba accompagnata proprio da Ruggero Camerana e dal suo autista Ivan. Alessandro viene informato dall'avvocato della sua famiglia, Alfredo Scilla, che Aurora è uscita dal carcere. Alessandro va quindi a Primaluce e lascia dei soldi ad Aurora con la speranza che lei li accetti e vada a vivere lontano da Villalba, ma Aurora non accetta e si reca furiosa alla villa dei Monforte, dove nel frattempo era in atto l'inaugurazione del nuovo anno delle vigne Monforte. Lì, insulta Alessandro di fronte a tutti e questo fa sì che Edoardo Monforte, fratello minore di Alessandro, la porti verso l'uscita. Dopo essersi allontanti da tutti però, Edoardo tenta di violentare Aurora, ma Alessandro la difende e la riaccompagna a casa. Le Taviani, vedendo i lividi di Aurora, chiamano i carabinieri, ma il Maresciallo Corti minimizza il tutto ed intima ad Aurora di lasciare il paese, anche a causa della falsa testimonianza di Alessandro che, per difendere suo fratello, nega quanto accaduto. Tutto ciò però non placa l'ira di Alessandro che vuole mandare via Aurora da Villalba e allora si reca in banca dove fa pressioni sul direttore affinché pretenda l'immediato pagamento, da parte delle Taviani, di tutti i debiti dovuti alla cessione dell'attività di Primaluce. 
Aurora vedendo Alessandro e Viola fidanzati si chiude nella propria camera senza voler uscire, allora Marzia chiama Padre Riccardo Monforte, parroco del paese e fratello maggiore di Alessandro, Elena ed Edoardo, per cercar di far uscire Aurora dalla sua camera. Don Riccardo vede i segni sulla pelle di Aurora e va subito a parlare con Edoardo ed Alessandro intimando ai due fratelli di non avvicinarsi più alla ragazza. Il maresciallo Corti viene contattato da Ruggero Camerana che gli ordina di seguirlo. Corti e Camerana arrivano nel bosco di Villalba ed entrano in una vecchia casa di pietra, dove sopra la porta è inciso un simbolo con Tre Rose. Entrati insieme a loro vi sono il magistrato Giuseppe Ferentino, l'Ingegnere Manuele Terenzi, l'avvocato dei Monforte Alfredo Scilla e molti altri notabili di Villalba, che assieme compongono la società segreta de Le tre rose, gruppo di pressione che nasconde molti segreti. Lì molti dei membri temono che il ritorno a Villalba di Aurora faccia riaffiorare le verità nascoste, fra cui il vero assassino di Luca Monforte. Ma il loro leader Ruggero Camerana li tranquillizza perché Aurora non scoprirà nulla. Tessa torna a Villalba, dove incontra e inizia a conoscere Ruggero, che sembra coinvolto nell'omicidio di Luca.
- Altri interpreti: Fabrizio Giannini (Brigadiere Forlai)
- Ascolti Italia: telespettatori 5.104.000 – share 19,69%[1]

## Episodio 2

### Trama
Tutta Villalba è in festa per la giornata della vendemmia del vino e così Don Riccardo passa a Primaluce e invita Aurora ad andare alla festa con lui. Inizialmente Ottavia è contraria, temendo che qualcuno possa fare del male alla nipote, ma Don Riccardo la rassicura. Oltre a tutto il paese, alla festa partecipano anche Alessandro e Viola. Durante la festa Aurora, attraverso una pigiatura dell'uva con mosse molto seducenti, turba Alessandro e Viola accortasi di ciò si infastidisce ed affronta il giovane Monforte, che nega di provare ancora qualcosa per Aurora. 
Credendo da sempre nell'innocenza di Aurora e pur di non darla vinta al fratello Alessandro, Don Riccardo riesce a convincere l'anziano imprenditore Cesare Sommariva a prestare alle Taviani il denaro per poter pagare i debiti con la banca e riaprire le cantine di Primaluce. Nel frattempo Edoardo ha iniziato una relazione segreta con Laura, la giovane moglie di Cesare. 
Aurora trova nella stanza della scomparsa madre Eva una lettera indirizzata a quest'ultima e scritta da Luca. Dalla lettera si evince come fra i due vi fosse una relazione e che i due avevano in programma di andare a vivere assieme, tuttavia dopo pochi giorni Eva scomparve e Luca venne ucciso. Infatti otto anni prima Aurora si era recata da Luca perché lo riteneva responsabile della scomparsa di sua madre Eva ed essendo l'unica persona presente nel luogo del delitto era stata ritenuta colpevole.
Aurora mostra ad Alessandro e alla sorella di quest'ultimo Elena la lettera trovata, ma i due continuano a ritenere Aurora l'assassina di Luca.
Intanto l'ex parroco del paese, ora segretario del vescovo, monsignor Leonardo Krauss viene avvicinato da Angela Corti, moglie del maresciallo, che poco dopo l'omicidio di Luca Monforte è stata internata in una casa di cura, poiché pericolosa testimone di quanto realmente accaduto. Krauss informa quindi il maresciallo di aver visto sua moglie, la quale ha affermato che tutti dovranno pagare per le colpe commesse.
Alessandro saputo che Cesare Sommariva intende prestare alle Taviani il denaro per pagare i debiti con la banca e conscio della relazione fra il fratello Edoardo e Laura Sommariva, obbliga la donna a convincere il marito a non concedere il denaro necessario alle Taviani, in cambio della vendita da parte dei Monforte al Sommariva di alcuni vigneti. Cesare, su pressioni della giovane moglie, accetta, nonostante la parola data a Don Riccardo e alle Taviani.
Alessandro chiede a Viola di sposarlo, la quale accetta, nonostante il padre di quest'ultima, Ruggero, sia fermamente contrario alla loro relazione.
Don Riccardo trova in chiesa Angela Corti che da giorni si nasconde dopo essere evasa dalla casa di cura dove si trovava. La donna dice al parroco di non essere pazza e che il marito, pur di proteggerla da alcuni individui di Villalba, l'ha fatta internare, poiché ella è a conoscenza di alcuni segreti inconfessabili.
Tessa prosegue la sua relazione con Ruggero Camerana e lo convince a prestare alla sua famiglia il denaro per salvare Primaluce. L'uomo, non approvando il matrimonio della figlia Viola con Alessandro, accetta e concede il prestito alle Taviani, che così riescono a chiudere i debiti con la banca e a riaprire le cantine di Primaluce.
Ruggero dice a Viola che non la accompagnerà all'altare, Alessandro però la porta alla Tenuta dei Monforte nonostante Ruggero e il suo autista Ivan tentino di impedirglielo.
Edoardo e sua sorella Elena pianificano un modo infallibile per cacciare Aurora: una sera i due danno fuoco ai vigneti di Primaluce, dove però Elena perde lì il suo bracciale. Aurora accortasi dell'incendio si precipita con dell'acqua per spegnerlo, ma viene sopraffatta dalle fiamme ed Alessandro giunto in suo soccorso riesce a salvarla, con grande gelosia di Viola che assiste la rivale e il suo fidanzato uscire illesi dalle fiamme.
- Ascolti Italia: telespettatori 5.041.000 – share 17,47%[2]

## Episodio 3

### Trama
A Primaluce arrivano i pompieri che spengono l'incendio e mettono fuori pericolo i vigneti restanti, dal propagarsi delle fiamme. Tornato alla Tenuta Monforte, Alessandro scopre che i responsabili dell'incendio sono Edoardo ed Elena e li affronta, tuttavia decide di coprire nuovamente la propria famiglia, non denunciandoli.
Sotto il segreto della confessione, Angela Corti racconta a Don Riccardo che Aurora è innocente. Infatti nel momento in cui Luca Monforte fu ucciso, Angela vide la giovane Taviani nel sentiero per dirigersi da Luca. Tuttavia Angela rivela anche che non poté testimoniare, poiché quel giorno era in compagnia del suo amante, ossia monsignor Krauss, che avrebbe dovuto rinunciare alla propria carriera ecclesiastica, se le autorità religiose avessero saputo della loro relazione.
Durante la messa della domenica successiva, dinanzi ai notabili di Villalba, Don Riccardo condanna quanti hanno mentito e sono responsabili di aver lasciato un'innocente per otto anni in carcere. La setta de Le tre rose inizia quindi a temere che il parroco scopra più del previsto e ordina al maresciallo Corti di trovare sua moglie e di internarla nuovamente in una casa di cura.
Nel frattempo, dietro pressioni di Tessa, Ruggero invia a Primaluce Bruno Attali, un bracciante specializzato che dovrà aiutarle a riavviare la loro produzione di vino e a riparare i loro vigneti dai danni dell'incendio. Bruno, separato dall'ex moglie e che vive con la figlia Clelia e il cane Giasone, instaura subito un buon rapporto le Taviani, in particolare con Tessa.
Don Riccardo affronta monsignor Krauss, che però nega la sua relazione con Angela. La donna però consegna al giovane parroco una cartellina che ha sottratto entrando di nascosto in casa del marito. La cartellina contiene una denuncia che Luca Monforte fece contro la setta de Le tre rose e che il maresciallo Corti fece appunto sparire prima del processo ad Aurora.
Tuttavia in piena notte il maresciallo Corti si introduce in Chiesa e, attirato Don Riccardo nel campanile, riesce a sottrargli i documenti e, a seguito di una colluttazione fra i due, a spingerlo oltre la balaustra, uccidendolo.
Al mattino l'intera Villalba, inclusa Aurora, è scossa per la morte del giovane sacerdote e il suo funerale riporta a Villalba anche Livia, vedova di Luca e madre dei fratelli Monforte, che a seguito dell'omicidio del marito ha vissuto lontana da Villalba con il figlio minore Matteo.
Il maresciallo Corti liquida la morte di Don Riccardo come un incidente, tuttavia il giovane brigadiere Antonio Mancini insospettito dall'atteggiamento del superiore, avvia delle indagini private, avvicinandosi così a Marzia. Lavorando le vigne di Primaluce, Bruno trova il bracciale di Elena, capendo che la responsabile dell'incendio è lei, tuttavia decide di non denunciarla, dato che la donna si è sempre dimostrata attratta da lui e dato l'affetto che nutre per sua figlia Clelia.
Angela Corti invece, priva della protezione di Don Riccardo, viene rapita dal marito, che la porta nella loro non conclusa villa di campagna.
Edoardo invece, oltre a proseguire la sua relazione clandestina con Laura Sommariva, continua ad avere un rapporto particolare con la propria sorella Elena. Tuttavia l'uomo si avvicina anche ad Aurora, iniziando a credere nella sua innocenza.
Aurora, che sta investigando sulla morte di Don Riccardo, credendo che non si tratti di un incidente, si reca sul campanile in ristrutturazione. Scendendo si incontra in chiesa con Alessandro e non resistendo i due si baciano, ma Alessandro se ne va dicendo che dove Aurora va ci sono solo infelicità per la sua famiglia.
- Ascolti Italia: telespettatori 5.077.000 – share 18,21%[3]

## Episodio 4

### Trama
Viola ed Alessandro pianificano le loro nozze e Viola lo dice al padre Ruggero che cerca in ogni modo di convincere la figlia a non sposare Alessandro senza però ottenere successo. Alessandro in seguito ad aver trovato nella propria macchina un bigliettino scritto da Angela che diceva che Aurora era la prossima vittima inizia ad avere forti dubbi sulla natura della morte di Don Riccardo e decide così di intraprendere un'indagine personale insieme al Brigadiere Antonio Mancini. Alessandro, inoltre, avverte Aurora del contenuto del biglietto in cui, tra l'altro, si afferma che quest'ultima è in pericolo di vita. La ragazza è molto contenta del nuovo modo di porsi, nei suoi confronti, del suo ex fidanzato, ed Alessandro per proteggerla la porta con sé nella villa dei Monforte in riva al lago. Ruggero però li segue e li spia mentre fra i due riscoppia la passione. Ruggero avverte Viola che scioccata se ne va via. Intanto Livia, madre dei Monforte, invita a casa Monforte Monsignor Krauss, ex parroco di Villalba e come Livia membro de le Tre Rose. Livia convince Monsignor Krauss a celebrare lui il matrimonio fra Viola ed Alessandro. Ruggero, arrabbiato per il matrimonio della figlia, inizia con Tessa una relazione sapendo di provare qualcosa per lei. Nel mentre Matteo, fratello di Alessandro, Edoardo, Elena e del defunto Don Riccardo, torna a Villalba per il funerale del fratello Riccardo, convinto dalla madre Livia. Marzia, che in cuor suo ama Matteo, inizia un relazione di amicizia con lui. Intanto Cesare inizia a sospettare che la giovanissima moglie Laura lo stia tradendo con Edoardo ma questa nega. Cesare è anche preoccupato per la sorte dei suoi vigneti poiché scopre che la moglie Laura ha accumulato moltissimi debiti che lui tenta di coprire agli occhi di tutti. Dopo il funerale di Don Riccardo, Matteo con il miglior amico Roberto parte in missione per l'Afghanistan; Edoardo, invece, decide di andare da Aurora e di scusarsi con lei per tutto ciò che lui e la famiglia Monforte le hanno fatto, cominciando ad innamorarsi della donna. La sera prima delle nozze, Alessandro parte con la vecchia auto del defunto padre a tutta velocità. Ed il giorno dopo al matrimonio tutti pensano che abbia avuto un incidente invece arriva con qualche minuto di ritardo e i due si sposano anche se Viola sa che Alessandro l'ha tradita con Aurora ed è disposta a tutto pur di vendicarsi.
- Ascolti Italia: telespettatori 5.309.000 – share 18,77%[4]

## Episodio 5

### Trama
Matteo torna a casa dall'Afghanistan, lì la madre Livia lo accoglie e organizza una festa per il suo ritorno. Purtroppo però mentre Matteo si è salvato, Roberto è morto e Matteo dà la brutta notizia alla moglie di Roberto, Sofia, che ne rimane angosciata. Edoardo, ormai convinto dell'innocenza di Aurora e sempre più innamorato di lei, invita la ragazza a partecipare alla festa organizzata per celebrare il fratello Matteo. La presenza di Aurora suscita la reazione stupita degli invitati e soprattutto di Livia. Alessandro si trova a dover affrontare il fratello per capire quali siano le sue intenzioni. I due hanno un duro confronto e Alessandro capisce che il fratello è innamorato di Aurora. Finita la festa, fra Matteo e Sofia scoppia la passione, ma poi nei giorni successivi Matteo confessa a Sofia che alcuni banditi lo avevano obbligato puntandogli un'arma contro ad uccidere lui Roberto altrimenti lo avrebbero ucciso, e lui per salvarsi lo ha ucciso. Sofia decide di vendere la confessione di Matteo, registrata tramite telefono, all'Avvocato Scilla e a Ruggero Camerana che tengono da parte la confessione per sfruttarla al momento giusto. Disperato e avendo paura che Ruggero lo faccia uccidere per l'evasione di Angela, il Maresciallo Corti con l'aiuto di Monsignor Kraus nasconde Angela in un convento di suore dove non possa uscire. Alessandro è persuaso che a provocare la morte del fratello non sia stato un incidente e il Brigadiere Mancini indaga su quanto accaduto a Don Riccardo. Nel frattempo Angela per contattare Aurora e dirle la verità si impicca e si fa portare in ospedale d'urgenza dove lì rivela in punto di morte ad Aurora e ad Edoardo particolari importanti sull'omicidio di Luca Monforte e ammette che Aurora è innocente, morendo fra le braccia della giovane. Edoardo ed Aurora vanno dall'avvocato Alfredo Scilla insieme ad Alessandro dicendo che lui era testimone quando Angela ha confessato la verità. Nonostante tutto, ancora una volta l'intervento del Maresciallo Corti cambia la situazione perché dice che Angela aveva problemi di mente e non era capace di intendere e di volere. E così Aurora si trova ancora una volta senza prove che confermino la sua innocenza.
- Ascolti Italia: telespettatori 5.047.000 – share 17,82%[5]

## Episodio 6

### Trama
Alessandro ora più che mai crede all'innocenza di Aurora, del resto sono ancora troppe le ambiguità e i misteri insoluti che ruotano attorno alla morte del padre e del fratello. Intanto, Edoardo invita Aurora a passare una giornata nella villa sul lago dei Monforte. A causa di un violento temporale i due si ritrovano a dover trascorrere la notte insieme e la mattina dopo Alessandro e sua moglie Viola li sorprendono insieme. Tra i due fratelli scoppia un violento litigio, alla presenza delle due donne. Alessandro proprio non accetta il legame che sta nascendo tra il fratello e la donna che ancora ama e quindi Aurora se ne va e Viola fa capire ad Alessandro che la deve smettere di correre dietro ad Aurora. Intanto Ottavia uscita dal suo ufficio va in magazzino dove trova alcune botti nascoste con dentro riserve di bottiglie del '96, la miglior annata che la cantina di Prima Luce fece e lo racconta alle nipoti che insieme felici brindano e con loro anche Tessa. Elena innamoratasi di Bruno cerca di baciarlo, ma questo le dice che lui non la ama e se ne va lasciando Elena da sola, che gli giura che non vuole più insegnare equitazione a sua figlia, ma Bruno la ignora e porta via Clelia dispiaciuta perché considerava Elena come una sorella maggiore. Livia va a casa Camerana, dove minaccia Ruggero dicendogli che se è stato lui ad uccidere Don Riccardo la pagherà molto cara, ma Ruggero confessa alla donna che è stato Corti e che lui non ha mai ucciso nessuno anche se questo non si può dire di lei. E a Livia viene in mente che lei aveva tentato di uccidere Eva Taviani, madre di Marzia, Aurora e Tessa, per sottrargli una copia dei documenti sulla denuncia di Luca, visto che fra quei nomi c'era anche il suo, e che a quel tentato omicidio aveva visto tutto sua figlia Elena che da quel giorno aveva iniziato a soffrire di disturbi mentali.
- Ascolti Italia: telespettatori 5.512.000 – share 21,19%[6]

## Episodio 7

### Trama
Alessandro, intento a scoprire qualcosa da Monsignor Krauss, navigando in Internet trova la prova che Krauss il giorno della morte di suo padre non era di fronte al Vescovo alle 5 e lo smaschera. Davanti al magistrato, Monsignor Krauss ammette l'innocenza di Aurora. Alessandro vive un momento di grande crisi, perché consapevole di aver accusato ingiustamente la donna della sua vita. L'uomo, oramai sposato con Viola, tenta di ottenere dalla ex almeno il perdono, ma il tentativo fallisce. Il matrimonio con Viola procede malissimo e Alessandro comincia a pensare di aver commesso un grave errore a sposarla. Nel frattempo, la sua ricerca della verità in merito all'assassinio del padre lo conduce dal maresciallo Corti: quest'ultimo ha in mano prove compromettenti per molti notabili della setta segreta di Villalba, a partire dallo spregiudicato Ruggero Camerana che fa avvelenare Monsignor Krauss da Ivan per la sua confessione.
- Ascolti Italia: telespettatori 5.344.000 – share 20,36%[7]

## Episodio 8

### Trama
Alessandro fa uno scambio con il Maresciallo Corti, a cui lui darà 2 milioni di euro in cambio dei documenti sottratti a Don Riccardo. Durante lo scambio l'avvocato Alfredo Scilla li segue e contatta Ruggero e Ivan che uccidono Corti e investono Alessandro. L'incidente è motivo di riavvicinamento fra Aurora ed Alessandro: lei, davanti al pericolo, capisce quanto ancora ami il giovane e come non possa più vivere senza di lui. La ritrovata armonia permette alla coppia di riprendere ad indagare insieme per scoprire la verità sugli omicidi di Luca e Riccardo Monforte. Nel frattempo Edoardo, ferito dal comportamento di Aurora, decide di vendicarsi del fratello coinvolgendo anche Viola, anche lei decisa a separare i due. Bruno e Tessa decidono di vivere in segreto la loro passione e Matteo torna a Villalba. Nel frattempo Laura è disperata perché l'amante, Edoardo, non la vuole più vedere poiché lui ama Aurora. In seguito, infatti, Cesare le rivela che ha scoperto la relazione fra Edoardo e lei, chiedendo così il divorzio alla moglie che tanto amava e se ne va.
- Ascolti Italia: telespettatori 5.258.000 – share 19,14%[8]

## Episodio 9

### Trama
Alessandro, ormai completamente ristabilito dal brutto incidente, comincia a credere che suo padre potrebbe essere stato ucciso dalla madre di Aurora, Eva Taviani. Anche Aurora incomincia a nutrire gli stessi dubbi verso la madre scomparsa. Le indagini che svolge alla ricerca della verità sulla morte di suo padre e di suo fratello si fanno sempre più approfondite e lo portano ad entrare in possesso di un importante documento che potrebbe far luce sull'omicidio di suo padre. Nel frattempo Edoardo, sempre più deciso a vendicarsi del fratello Alessandro, colpevole di avergli portato via Aurora, ha stretto un accordo con Ruggero Camerana che lo porta a pensare di prendere il posto di Alessandro nella Presidenza delle vigne Monforte.
- Ascolti Italia: telespettatori 5.563.000 – share 21,09%[9]

## Episodio 10

### Trama
Ottavia è sola in casa e sente un rumore e si trova davanti la figlia Eva. Questa appena la vede scappa ma Aurora, Marzia e Tessa la bloccano, questa per scappare dice alle figlie che le odia ma quando entra in macchina non può negare a sé stessa di aver mentito e scoppia a piangere. Ruggero per impadronirsi delle proprietà dei Monforte vende ai giornali con l'aiuto di Alfredo Scilla e Sofia, moglie di Roberto, uno scandalo su Matteo e così Camerana assume il controllo dell'azienda scansando Edoardo: lo scandalo sarebbe che Matteo in Afghanistan ha ucciso il marito di Sofia, Roberto. Alfredo scopre da Livia che Matteo è suo figlio, poiché in passato aveva avuto una relazione con Livia, e quindi Scilla si pente di quel che ha fatto. Eva contatta Alessandro e le dice che ha una copia dei documenti del Maresciallo Corti che gli darà il giorno seguente in un luogo isolato. Il giorno dopo Alessandro va nel posto stabilito ma lì non c'è nessuno. Intanto a Villalba viene trovato un altro cadavere. È quello di Eva Taviani, uccisa da Edoardo. Le Taviani raggiungono la casa di Eva e quando Ottavia vede il cadavere della figlia si sente male e inizia ad avere attacchi di panico. Ferentino che vuole assumere il controllo della setta al posto di Camerana innalza una discussione con quest'ultimo, ma Camerana deciso a non dare spiegazioni su aver assunto il controllo dei vigneti Monforte gli ricorda chi comanda, Terenzi, d'accordo con Ferentino, vuole andarsene dalla setta ma Ruggero gli ricorda che l'ultimo ad andarsene fu Luca Monforte e se n'è andato davvero, all'oltretomba però.
- Ascolti Italia: telespettatori 5.498.000 – share 21,67%[10]

## Episodio 11

### Trama
Bruno tenta di portar via Tessa da casa dei Camerana ma questa glielo impedisce. Tessa si trasferisce a casa di Laura che è sola dopo il divorzio di Cesare, Ruggero arriva e supplica Tessa di tornare perché lui l'ama ma questa minaccia di buttarsi dal terrazzo ma Laura la salva e si butta al suo posto. Aurora e Alessandro sono certi che tutti i misteriosi delitti che hanno sconvolto Villalba abbiano in qualche modo a che fare con Ruggero Camerana: questo, infatti, lascia intendere la registrazione anonima contenuta in un DVD inviato alle Taviani. Edoardo, respinto ancora una volta da Aurora, contatta Camerana dicendo che lui ha ucciso Eva e ha in mano le carte per incastrarlo se non gli darà di nuovo l'azienda Monforte. Ferentino va da Ruggero a chiedergli come mai questo stia prelevando molte quantità di denaro ma questo deciso a non dare spiegazioni gli risponde che non gli riguarda: infatti Camerana sta portando via soldi a tutti i membri della setta. Tessa intanto torna da Ruggero e gli chiede se è stato lui ad uccidere Eva questo gli risponde di no ed i due tornano insieme. Livia va da Edoardo e si complimenta per l'uccisione di Eva. Con gran dispiacere della sorella Alessandro viene arrestato dal Procuratore Uberti, che si occupa delle indagini, con l'accusa di aver ucciso Eva ma questo fugge con Aurora. Scilla consapevole di essere il padre di Matteo glielo rivela ma questo se ne va e lo nega. Subito dopo Scilla va da Ruggero dicendo che Ferentino e Terenzi sono preoccupati per la storia di Edoardo e stanno perdendo la calma. Matteo decidendo di aiutare il fratello a dimostrare la sua innocenza metterà in pericolo la sua vita trovando il covo della setta di Camerana, ma Scilla lo salva da Ruggero. Aurora grazie a delle telecamere scopre l'innocenza di Alessandro riguardo alla morte di Eva e questo viene rilasciato, ma ora entrambi sono decisi a trovare la verità su Camerana. Tessa intanto trova dei passaporti da Ruggero e li invia ad Alessandro. Ruggero lo scopre e tenta di strozzare Tessa nella SPA, ma Bruno la salva. Quando il Brigadiere Mancini arriva, Camerana fugge. La Polizia però lo bracca e Viola perde il bambino. Ruggero in distretto risponde a Uberti e Mancini che lui parlerà solo quando saprà che Viola è al sicuro: solo allora sapranno cosa è successo 8 anni prima.
- Altri interpreti: Davide Paganini (Daniele Rinaldi)
- Ascolti Italia: telespettatori 4.992.000 – share 20,19%[11]

## Episodio 12

### Trama
Camerana confessa di aver ucciso Luca Monforte. Intanto Ivan va a casa di Laura, la lega e chiama lì Edoardo e tenta di ucciderlo ma Matteo uccide Ivan per autodifesa e così salva il fratello. Edoardo teme per la sua incolumità ma gli eventi gli daranno una nuova inaspettata rivincita. Quest'ultimo, infatti, accetterà la proposta dell'avvocato Scilla di consegnargli i documenti sottratti a Eva dopo averla uccisa, in modo che vengano ritrovati tra le carte di Ruggero e lo incastrino per entrambi gli omicidi: quello di Luca Monforte e quello di Eva Taviani, uccisa perché sapeva la verità sulla morte di Luca. Alessandro scopre da un medico che Viola aveva già partorito un bambino anni fa che era suo e di Luca; lì Alessandro scopre la verità e si precipita a casa di Aurora ma non la trova perché Viola l'ha portata via al Ponte di Pietra. Li Alessandro prende la pistola a Viola che scappa ma inciampa e i due la seguono e chiamano la polizia. Viola rivela di essere lei l'assassina di Luca e non il padre. Questa rivela che rimase incinta di Luca Monforte dopo averlo visto ubriaco e averne approfittato, tanto ne era innamorata. Luca, però, non voleva che la giovane fosse incinta di lui e la convinse ad abortire. Così, lei lo uccise, e Ruggero l'aiutò ad occultare le prove. Mentre sta per essere portata in carcere suo padre (evaso di prigione), con un'abile mossa la fa scappare e fuggono entrambi, ma Ruggero viene ferito da Mancini ad una gamba. Ruggero chiama Edoardo e gli propone un affare: se lui porterà Viola all'aeroporto di Villalba, Camerana gli darà dei documenti che lo faranno diventare capo delle Tre Rose. Questo dà i documenti a Edoardo e quest'ultimo fa come stabilito. Viola parte e si rifugia in Svizzera dove l'aspettano molti soldi, proprietà e carte per sparire dalla circolazione, compresi i soldi rubati dal padre, di tutti i membri della setta. Intanto Ferentino temendo per la sua sicurezza con l'approvazione di Terenzi, distrugge il covo delle Tre Rose dove Camerana, ferito, si era rifugiato. Poi però si trovano davanti Edoardo con i documenti di Camerana e questi lo fanno spaventare da delle auto che quasi lo investono e non gli fanno affatto prendere il posto di capo che aveva Camerana, ma lo fanno diventare un semplice membro e se ne vanno deridendolo. Alessandro e Matteo fanno arrestare al Brigadiere Antonio Mancini, ora Maresciallo, Alfredo Scilla che viene rilasciato ma radiato dall'albo per tutti i misfatti commessi. Ottavia stappa delle bottiglie di 1° qualità per brindare. Marzia sceglie Antonio Mancini come compagno al posto di Matteo e Tessa se ne va per far tornare Bruno e sua figlia Clelia insieme, dopo che era stata ricattata da Daniela, ex moglie di Bruno, che la minaccia di togliere la bambina all'ex marito se lei non l'avesse lasciato. Infine Alessandro e Aurora tornano insieme.
- Altri interpreti: Mattia Mor (medico)
- Ascolti Italia: telespettatori 5.647.000 – share 24,46%[12]